# Шестоъгълна панова пита
Шестоъгълната панова пита е правилна паракомпактна пита. На всеки има 4 шестоъгълни пана. Връхната фигура е правилен тетраедър, ръбовата – равностранен триъгълник. Има безброй шестоъгълници. Дуалната пита е шесторедова четиристенна пита.

## Свързани пити
- Шестоъгълна панова пита
- Пресечена шестоъгълна панова пита
- Осечена шестоъгълна панова пита
- Осечена шесторедова четиристенна пита
- Шесторедова четиристенна пита
- Скосявана шестоъгълна панова пита
- Настъргана шестоъгълна панова пита
- Скосявана шесторедова четиристенна пита
- Двупресечена шестоъгълна панова пита
- Пресечена шесторедова четиристенна пита
- Скосенопресечена шестоъгълна панова пита
- Настърганопресечена шестоъгълна панова пита
- Настърганопресечена шесторедова четиристенна пита
- Скосенопресечена шесторедова четиристенна пита
- Всичкопресечена шестоъгълна панова пита
- Сменена шестоъгълна панова пита
- Сменена скосопресечена шесторедова четиристенна пита
- Скосена шестоъгълна панова пита

### Правилни паракопактни пити
- шестоъгълна панова пита
- шесторедова четиристенна пита
- четириредова шестоъгълна панова пита
- шесторедова кубична пита
- петоредова шестоъгълна панова пита
- шесторедова дванадесетостенна пита
- шесторедова шестоъгълна панова пита
- триъгълна панова пита
- квадратна панова пита
- четириредова осмостенна пита
- четириредова квадратна панова пита